# Orion 1
Orion 1 era la missione spaziale pianificata del Programma Constellation senza equipaggio per il test della navetta Orion e del vettore Ares I.
Il 1º febbraio 2010, in occasione della presentazione del budget per l'anno fiscale 2011, il Presidente Barack Obama ha proposto di eliminare il programma Constellation. In accordo con il Presidente, il 10 marzo, la NASA ha ufficializzato la sospensione del programma.
La missione doveva essere lanciata attorno al 2013, tre anni dopo il ritiro degli Space Shuttle. L'obiettivo principale di questa missione consisteva nella verifica e nel test dei sistemi di Orion, della configurazione del vettore Ares I e dell'equipaggiamento di terra, tra cui la nuova Mobile Launcher Platform progettata per l'Ares I e gli aggiornamenti del complesso di lancio 39 del Kennedy Space Center.
La navetta avrebbe dovuto operare in un'orbita simile a quella della Stazione spaziale internazionale, ma non si sarebbe agganciata con essa. Doveva effettuare un ammaraggio al largo delle coste Australiane.